# Pierre Gonnord
Pierre Gonnord (28. června 1963, Cholet, Maine-et-Loire – 21. dubna 2024 Madrid) byl francouzský portrétní fotograf působící ve Francii a Španělsku.

## Životopis
Po práci v marketingu a komunikaci se Pierre Gonnord dostal k fotografii náhodou. Proslul zejména svými portréty marginalizovaných postav (cikáni, punkeři, imigranti, atd.), které potkával na ulici.
V roce 1988 se přestěhoval do Madridu a zastupovala ho majitelka galerie Juana de Aizpuru. v letech 2002-2003 bydlel ve vile Kudžojama v Kjótu a pořizoval portréty mladých lidí z předměstí, stejně jako lidí z Jakuzy, herce onnagata a gejši.
Styl jeho portrétů ovlivnili italští malíři a španělští barokní malíři: Caravaggio, Bartolomè Esteban Murillo, José de Ribera, nebo Rembrandt.
Pierre Gonnord zemřel 21. dubna 2024 ve věku 60 let.

## Výstavy
- 23. února - 4. května 2005: Evropský dům fotografie, Paříž[8]
- 25. října 2006 - 21. ledna 2007: Realidades: fotografías de Pierre Gonnord, Muzeum krásných umění Sevily[9]
- 2008: Rencontres de la photographie d'Arles[1]
- 15. prosince 2009 - 28. února 2010: Pierre Gonnord: země lidí, Sala Alcalá, Madrid[10]
- 26. května - 11. července 2010: Pierre Gonnord - svědkové, Fotografický centrum Île-de-France, Pontault-Combault[11]
- 2012: 33. ročník fotografie Quinzaine de la photographie, Cholet
- 5. června - 28. července 2012: Teritorií Petra Gonnorda, Galerie Juana z Aizpuru, Madrid[12]
- 15. března - 25. dubna 2015: The Dream Goes Over the Time, galerie Hasted Kraeutler, New York[13]
- 27. dubna - 30. října 2016: De laboris, Navarrská univerzita, Pamplona[14]
- 9. července - 2. října 2016: Indarra, Espace Bellevue, Biarritz
- 14. ledna - 30. dubna 2017: FRAC Auvergne, Clermont-Ferrand[15][16][17][18]
- 16. června - 10. září 2017: Pierre Gonnord. Světlo duše, Festival Portrait (s) - Rendez-vous photographique, Vichy[19]

## Ocenění a vyznamenání
- 2007: Kulturní cena Madridského společenství, kategorie fotografie[20]
- 2013: rytíř umění; chevalier des arts et des lettres[21]